# 2011-es Nickelodeon Kids’ Choice Awards
Ez a huszonnegyedik Nickelodeon Kids’ Choice Awards. amelyet 2011. április 2-án rendeztek USC Galen Center, Los Angeles, Kaliforniában.

## Fellépők
- Big Time Rush és Snoop Dogg - Boyfriend
- The Black Eyed Peas - I Gotta Feeling, Jack Blackkel - The Time (Dirty Bit) és Just Can't Get Enough
- Willow Smith - 21st Century Girl és Whip My Hair
- Victoria Justice - Beggin' on Your Knees
- Train - Hey, Soul Sister

## Győztesek és jelöltek

### Kedvenc filmszínész
- Johnny Depp - Alice Csodaországban
- Jack Black - Gulliver utazásai
- Dwayne Johnson - Fogtündér
- Jaden Smith - A karate kölyök

### Kedvenc filmszínésznő
- Miley Cyrus - Az utolsó dal
- Ashley Judd - Fogtündér
- Kristen Stewart - Alkonyat – Napfogyatkozás
- Emma Watson - Harry Potter és a Halál ereklyéi 1.

### Kedvenc film
- A karate kölyök
- Alice Csodaországban
- Egy ropi naplója
- Harry Potter és a Halál ereklyéi 1.

### Kedvenc animációs film
- Gru
- Így neveld a sárkányodat
- Shrek a vége, fuss el véle
- Toy Story 3.

### Kedvenc hang egy animációs filmből
- Eddie Murphy - Shrek a vége, fuss el véle
- Tim Allen - Toy Story 3.
- Cameron Diaz - Shrek a vége, fuss el véle
- Tom Hanks - Toy Story 3.

### Kedvenc verekedő szinész
- Jackie Chan - A karate kölyök
- Steve Carell - Gru
- Robert Downey Jr. - Vasember 2.
- Will Ferrell - Megaagy

### Kedvenc Tv színész
- Dylan Sprouse - Zack és Cody a fedélzeten
- Cole Sprouse - Zack és Cody a fedélzeten
- Joe Jonas - Jonas
- Kevin Jonas - Jonas

### Kedvenc Tv színésznő
- Selena Gomez - Varázslók a Waverly helyből
- Miranda Cosgrove - iCarly
- Miley Cyrus - Hannah Montana
- Victoria Justice - V, mint Viktória

### Kedvenc Tv-s pajtás
- Jennette McCurdy - iCarly
- David Henrie - Varázslók a Waverly helyből
- Noah Munck - iCarly
- Brenda Song - Zack és Cody a fedélzeten

### Kedvenc Tv show
- iCarly
- Zack és Cody a fedélzeten
- Big Time Rush
- Varázslók a Waverly helyből

### Kedvenc rajzfilm
- SpongyaBob Kockanadrág
- Phineas és Ferb
- A Madagaszkár pingvinjei
- Scooby-Doo: Rejtélyek nyomában

### Kedvenc reality show
- American Idol
- America's Got Talent
- Amerika legviccesebb házi videói
- Wipeout

### Kedvenc férfi sportoló
- Shaquille O’Neal
- Peyton Manning
- Michael Phelps
- Shaun White

### Kedvenc női sportoló
- Lindsey Vonn
- Danica Patrick
- Serena Williams
- Venus Williams

### Kedvenc együttes
- The Black Eyed Peas
- Big Time Rush
- Jonas Brothers
- Lady Antebellum

### Kedvenc férfi énekes
- Justin Bieber
- Jay-Z
- Bruno Mars
- Usher

### Kedvenc női énekes
- Katy Perry
- Miley Cyrus
- Taylor Swift
- Selena Gomez

### Kedvenc dal
- Baby - Ludacris és Justin Bieber
- California Gurls - Snoop Dogg és Katy Perry
- "Hey, Soul Sister - Train
- Mine - Taylor Swift

### Legaranyosabb Páros
- Taylor Lautner és Kristen Stewart - Alkonyat – Újhold
- Robert Pattinson és Kristen Stewart - Alkonyat – Újhold
- Zoë Saldana és Sam Worthington - Avatar
- Barack Obama és Michelle Obama

### Kedvenc videó játék
- Just Dance 2
- Mario vs. Donkey Kong: Mini-Land Mayhem!
- Need for Speed: Hot Pursuit
- Super Mario Galaxy 2

### Kedvenc könyv
- Egy ropi naplója
- Dork Diaries
- Vámpírakadémia
- Witch & Wizard

### Nagy zöld segítség dij
- Justin Timberlake

### Arm Fart Hall of Fame
- Josh Duhamel
- Kaley Cuoco
- Kevin James

## Nyálkás hírességek
- Russell Brand
- Rico Rodriguez
- Snoop Dogg
- Kaley Cuoco
- Heidi Klum
- Jason Segel
- Josh Duhamel
- Jim Carrey
- Jack Black

## Fordítás
- Ez a szócikk részben vagy egészben  a(z)   2011 Kids' Choice Awards című angol Wikipédia-szócikk ezen változatának fordításán alapul.  Az eredeti cikk szerkesztőit annak laptörténete sorolja fel. Ez a jelzés csupán a megfogalmazás eredetét és a szerzői jogokat jelzi, nem szolgál a cikkben szereplő információk forrásmegjelöléseként.